# アウトバーン 99
アウトバーン 99（ドイツ語: Bundesautobahn 99, BAB 99 または A 99）、通称ミュンヘン環状アウトバーン（Autobahnring München）はドイツの高速道路、アウトバーンの一路線である。
バイエルン州の州都ミュンヘンを囲む57.7 kmの路線を持つ未完全な環状道路。南西に欠陥がある。

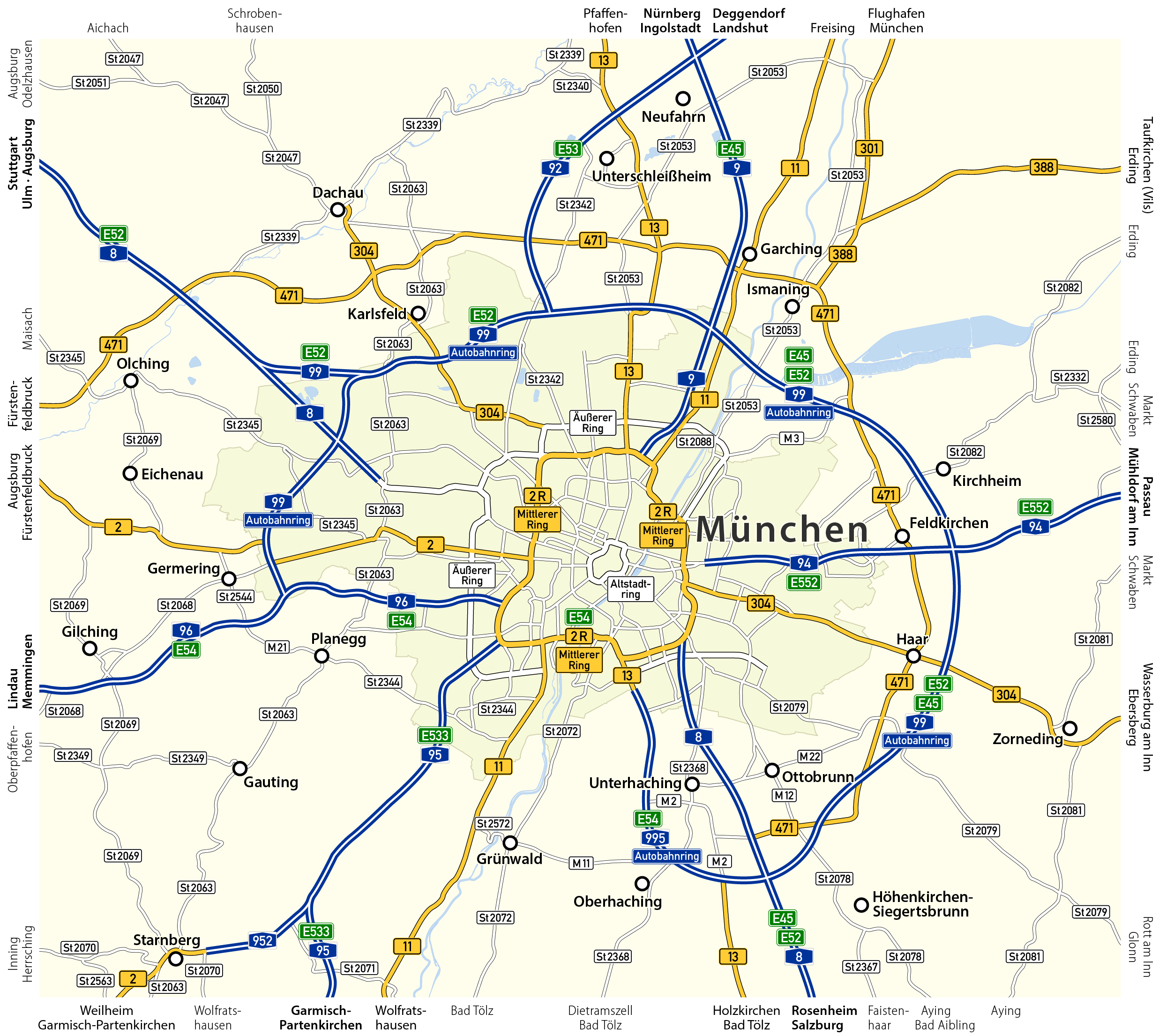
ミュンヘン周辺とA99 （アウトバーン 99）